# Karmine Corp
Karmine Corp, couramment appelée KCorp ou KC, est une structure française d'esport présente sur les jeux League of Legends, Rocket League, Valorant, Teamfight Tactics, et Street Fighter 6.
Formée sous le nom de Kameto Corp par le duo de streamers francophones Kamel « Kameto » Kebir et Zouhair « Kotei » Darji le 30 mars 2020, une société par actions simplifiée est créée quelques mois plus tard, présidée par Kameto et rejoint le 16 novembre 2020 par l'entrepreneur, youtubeur et rappeur français Amine « Prime » Mekri dans la direction. Elle prend en même temps sa dénomination actuelle. L'entreprise basée principalement à Paris dispose depuis 2023 de locaux à Berlin et devient club résident aux Arènes de Grand Paris Sud à Evry-Courcouronnes en 2024.
Son immersion dans le monde de l'esport débute notablement par la création d'une section League of Legends qui réussit à se qualifier au segment printanier 2021 en première division de la Ligue française de League of Legends (LFL). Après avoir sécurisé sa place dans la deuxième division européenne, les EMEA Masters, la structure devient championne des segments de printemps et d'été 2021. Par la suite, elle devient la première équipe à remporter ce titre à trois reprises et à réaliser un triplé. Puis par remporter le titre de champion du LEC au segment hiver en 2025, devenant la première structure Francaise à remporter le titre.
L'ambition de la structure dépasse les frontières de la compétition et vise à démocratiser l'esport en France par le biais d'initiatives diverses. Parmi celles-ci figurent l'organisation d'événements annuels — comme le Karmine Corp Experience (KCX) — rassemblant plusieurs dizaines de milliers de spectateurs.
Mobilisés au sein de l'association Le Blue Wall, les ultras de la Karmine Corp obtiennent une renommée en France puis à l'international grâce à leur ferveur digne des supporters de football,,.

## Histoire
Kamel « Kameto » Kebir  annonce le 30 mars 2020 la création de sa structure d'e-sport nommée Kameto Corp avec Zouhair « Kotei » Darji. La structure se fait rapidement connaître en remportant les mondiaux de Teamfight Tactics (TFT) avec Emre « Double61 » Demirtas,,, puis un titre de champions du monde sur TrackMania avec les joueurs Brendan « Bren » Seve et Youen « Otaaaq » Egler,.
En novembre 2020, le duo est rejoint par Amine « Prime » Mekri comme cofondateur. La structure, renommée Karmine Corp, annonce alors rejoindre la Ligue française de League of Legends (LFL) pour la saison suivante,. Après une arrivée en deuxième division, elle rejoint rapidement la première division pour la saison 2021 et remporte le segment de printemps de la LFL,, puis la deuxième division européenne EMEA Masters, compétition rassemblant les meilleures équipes des différentes ligues nationales d'Europe,. De nouveau victorieuse du championnat européen au segment d'été, elle devient alors la première équipe à remporter deux fois cette compétition,. Elle bat son propre record au segment de printemps 2022 en remportant le titre pour la troisième fois en triplé.
Après un segment de printemps compliqué durant la saison 2023 sur League of Legends, l'équipe rebondit en remportant une deuxième fois la ligue française et les EMEA Masters pour la quatrième fois lors du segment d'été, battant son propre record,. Cette même année, la section League of Legends rejoint la première division européenne, les League of Legends EMEA Championship (LEC) une ligue fermée permettant l'accès aux compétitions mondiales telles que le championnat du monde, en signant un accord afin d'acquérir la place de l'équipe danoise Astralis. En fin d'année, la structure met un pied dans des locaux à Berlin pour assurer le développement de la section Valorant pour les Valorant Champions Tour (en) (VCT) 2024.
Au rythme des saisons et consciente de l'intérêt d'entretenir une certaine proximité, la structure entretient ses supporters par l'organisation d'événements. En 2021, le premier Karmine Corp Experience (KCX) est organisé et rassemble 3 500 personnes au Palais des congrès de Paris,. La deuxième édition en 2022 rassemble 12 000 spectateurs au Palais omnisports de Paris-Bercy. Le KCX3 en 2023 se démarque avec une série de matchs d'exhibitions à la Paris La Défense Arena devant plus de 28 000 spectateurs,. Lors du KCX4 en 2024, l'évènement a également rassemblé 28 000 personnes à la Paris La Défense Arena. Ces événements ont également servi à annoncer différents projets chers au club comme le projet Blue Stars (KCX3) destiné à former de jeunes joueurs talentueux, ou encore le projet Blue Heart (KCX4), initiative caritative visant à lutter contre l'inégalité des chances.
Le club devient résident des Arènes de l'Agora en 2024, une première pour l'esport occidental. Une nouvelle équipe du club, Karmine Corp Blue, prend alors la place laissée vacante en LFL pour permettre la formation de jeunes talents,.
En 2025, l'équipe fait son retour en deuxième division avec KC Blue Stars, une équipe composée de jeunes joueurs et ayant pour but de les former à la scène professionnelle. Elle marque le lancement du projet éponyme annoncé plus tôt, accompagnée d'une équipe VCL France, ligue française de Valorant.

### League of Legends

#### 2020: Kameto Corp et la Division 2
Le 30 mars 2020, Kameto annonce la création de sa structure d'e-sport, nommée Kameto Corp. Ce dernier a racheté la place de la structure suisse d'Unfazed e-sport en pleine saison de Division 2 Française, ainsi que les joueurs de la structure pour continuer la saison. Adam « Adam » Maanane, Philippe « Akabane » Le, Ilias « Nuclearint » Bizriken, Julien « jujutw0 » Izzo et Jérémy « Helaz » François sont les cinq premiers joueurs de la structure.

#### 2021: Débuts en LFL et doublé européen historique
Le 17 novembre 2020, lors d'un live sur la chaine Twitch de Kameto, les dirigeants Kamel et Prime annoncent l'arrivée de leur structure e-sport en LFL (la première division française). C'est à la suite de ce live que la Kameto Corp est renommée Karmine Corp et change légèrement son logo. La Karmine annonce aussi sa première recrue pour le segment de printemps de LFL 2021 : le toplaner Adam « Adam » Maanane, qui sera le seul élément conservé du parcours de Division 2.
Le 23 décembre 2020, la Karmine annonce le reste de leur équipe avec l'arrivée du polonais Jakub « Cinkrof » Rokicki évoluant au poste de jungler, l'ancien joueur de la Team Vitality Lucas « Saken » Fayard évoluant au poste de mid laner, l'anglais Matthew « xMatty » Coombs en AD Carry et le belge Raphaël « Targamas » Crabbé, déjà champion de France l'année dernière avec les Misfits Premier, comme support,. Déjà présent dans le staff l'année dernière, c'est Yanis « Striker » Kella qui sera le coach de l'équipe.
La Karmine Corp n'était pas donnée favorite pour remporter le championnat avant le début de la saison et leurs deux premières semaines allaient dans ce sens, avec trois victoires pour deux défaites. La Karmine s'adjugea cependant le derby contre Solary avec des audiences records pour un match de championnat régional. À partir de février, l'équipe monta en puissance et ne perdra que 3 rencontres (dont le match retour face à Solary), finissant en tête du classement de la saison régulière à égalité avec Misfits Premier, l'équipe académique des Misfits Gaming. Le tie-break pour la première place entre les deux équipes fut adjugé par la Karmine Corp qui se qualifia ainsi directement pour la finale du championnat. Une finale qu'elle remportera facilement 3-0 toujours contre les lapins, avec notamment une prestation de haute volée de son toplaner Adam.
Cette victoire leur permettra de se qualifier pour les European Masters, la seconde plus grande compétition européenne et le trophée le plus prestigieux que la Karmine Corp puisse remporter. Directement engagée en phase de groupes, la Karmine survole son sujet en battant aisément tous ses adversaires, notamment son ancien joueur Nuclearint, parti chez l'équipe réserve de Schalke 04. Dans l'arbre final et dans un format en deux manches gagnantes qu'ils n'apprécient pas, la Karmine a été bousculée face à l'équipe serbe des ŠAIM SE SuppUp en quarts (la Karmine concédant la première manche avant de battre les Serbes dans les deux matchs suivants) et face à l'UCAM Esports Club en demi-finale (victoire 2-1 de la Karmine Corp dans une rencontre très serrée, débloquée en toute fin de partie par leur midlaner Saken.) En finale, la Karmine Corp retrouve l'un de ses adversaires de la phase de groupe, les Anglais de BT Excel, équipe réserve d'Excel Esports. Dans une rencontre plus accrochée qu'en groupe, la Karmine Corp triomphe 3-1 des Anglais et remporte le trophée, devenant la première équipe française à remporter la ligue régionale et les European Masters pendant le même segment. Cette victoire vaudra notamment les félicitations du président de la République Emmanuel Macron par message privé sur Twitter.
La Karmine Corp annonce le départ de son jeune toplaner Adam le 12 mai 2021. Il rejoint quelques jours plus tard l'équipe de Fnatic, qui joue en LEC, la plus haute division européenne. Le 29 mai 2021, Kamel et Amine annoncent que Lucas « Cabochard » Simon-Meslet remplacera Adam pour la seconde partie de saison. Cabochard est un vétéran de la scène League of Legends et est l'ancien toplaner de la Team Vitality, avec qui il a disputé les championnats du monde en 2018.
Après une première moitié de segment impériale (9 victoires en 9 matchs), la Karmine éprouve davantage de difficultés par la suite mais parvient à finir de nouveau premiers de la saison régulière, leur permettant d'accéder directement à la finale du segment ainsi qu'à la phase de groupe des European Masters dont ils sont tenants du titre. Ils retrouvent en finale les Misfits Premier dans un remake de la finale du printemps. Cependant, c'est les lapins qui prennent leur revanche en battant la Karmine Corp 3-1. Cette défaite est la première pour la Karmine Corp dans une rencontre en plus d'un match gagnant, ainsi que le premier titre qui échappe à la Karmine en 2021.
Juste avant le début des European Masters, la Karmine Corp renverse Vitality.Bee 3-2 dans le cadre de la Coupe de France. Rapidement menée 2-0, la Karmine remporte les trois manches suivantes pour se qualifier in extremis pour la finale à Monaco et prendre leur revanche sur Misfits Premier. Ils se rassurent également juste avant le début de la compétition européenne.
Les European Masters confirment la forme retrouvée de la Karmine Corp, qui domine facilement sa poule puis le UCAM Esports Club en quarts-de-finale, que la Karmine bat 3-0. Ils affrontent alors Berlin International Gaming qui a recruté l'ancien jungler de la Kameto Corp en Division 2, Akabane. Dans une rencontre serrée qui va jusqu'à la cinquième manche, l'équipe française finit par dominer les Allemands pour se qualifier. Alors que les observateurs attendaient une nouvelle revanche entre la Karmine Corp et Misfits Premier en finale, l'équipe académique de Fnatic, les Fnatic Rising, joue les trouble-fêtes en éliminant les lapins en demi-finale. Dans une nouvelle finale franco-anglaise, la Karmine Corp prend rapidement le large 2-0 avant de se faire remonter à 2-2. Comme contre BIG, la Karmine Corp balaye son adversaire dans la cinquième manche et remporte ainsi ses seconds European Masters. Jamais une équipe n'avait réussi à conserver son titre dans cette compétition.
Pour son dernier match de l'année, en finale de la Coupe de France, la Karmine Corp joue la belle contre son rival Misfits Premier. Dans une rencontre accrochée, Misfits finit par renverser la Karmine Corp, qui termine sa saison sur une défaite 3-2, et laissent les lapins repartir avec le titre de meilleure équipe de France en 2021.

#### 2022: Deuxième saison LFL
Le 15 novembre 2021, à l'occasion d'une conférence de presse diffusée sur Twitch, Kameto et Prime annoncent le départ de Cinkrof, Targamas et xMatty de l'équipe, ainsi que la prolongation du staff technique composé de Striker et Reha jusqu'en 2023. Quelques heures plus tard, à l'ouverture du mercato, la Karmine Corp annonce sur Twitter l'arrivée du AD Carry suédois Martin « Rekkles » Larsson, en provenance de chez G2 Esports. Il était sur la liste des transferts après la non-qualification aux Worlds 2021 de G2, malgré une équipe taillée pour le titre suprême. Pour s'offrir un joueur de ce calibre, le transfert aurait coûté près d'un million d'euros à la Karmine. Le roster est ensuite complété par la prolongation d'un an de Cabochard, le maintien de Saken à son poste, ainsi que par les arrivées libres de Jules « Hantera » Bourgeois, du jeune Doğukan « 113 » Balcı (aussi surnommé Bumm) et de Wao « Wao » Dai comme joueur remplaçant.
La Karmine Corp dispute son premier match de la saison à l'occasion de la présentation de la nouvelle équipe e-sport KOI à Barcelone, fondée par le streamer espagnol Ibai Llanos et le footballeur Gérard Piqué. Dans un showmatch en 2 manches gagnantes, la Karmine perd 2-1, en ayant dominé lors des trois matchs le début de partie, mais en se faisant reprendre par deux fois à cause de combats mal négociés. Cette rencontre a suscité une énorme attention avec un pic à 477 000 spectateurs sur les streams d'Ibai et de Kameto, en plus des 15 000 spectateurs présents au Palau Sant Jordi, dont 300 ultras Karmine. Le match retour a lieu le 8 Janvier 2022 au Carrousel du Louvre à Paris. Devant un public d'un millier de personnes, la Karmine prend sa revanche sur les KOI en les battant 2-1. La rencontre a de nouveau suscité une grande attention avec un pic à 366 000 spectateurs. La Karmine a également officialisé durant l'événement l'arrivée d'Orange comme sponsor principal maillot.
Dans une LFL plus forte que jamais, la Karmine Corp démarre mal le championnat, perdant quatre de ses six premiers matches. Dos au mur, la Karmine Corp se réveille en 4e semaine, jouée à l'Acropolis de Nice devant le public. Avec deux victoires écrasantes contre GameWard avec un Pentakill (cinq éliminations en une séquence de jeu) de Rekkles, qui tient enfin sa partie de référence, ainsi que Vitality.Bee jusque-là impérial. L'équipe revigorée entame alors une remontée du classement, et terminera deuxième de la saison régulière, à une victoire des LDLC OL.
Toute cette dynamique positive vole cependant en éclats durant les play-offs de LFL. Tout d'abord balayés sèchement par LDLC OL 3-0 (jamais la Karmine n'avait perdu de BO5 (best of 5, le premier qui gagne trois des cinq parties gagne le match) sur ce score) dans la demi-finale des gagnants, ils sont battus 3-1 par Team BDS Academy (qui remplace Team BDS parti depuis en LEC) dans la demi-finale des perdants et terminent 3e de cette saison de LFL. L’équipe est qualifiée aux Amazon European Masters et défendra son titre, mais devra passer par un tour supplémentaire.
Le tour préliminaire des Amazon European Masters fut sans grande embuche pour la KC, battant tous ses adversaires sèchement en play-in. Malgré un mauvais départ face à X7 Esports en groupe, la KC monte en puissance et finit premier de son groupe en prenant leur revanche contre les Anglais, puis bat l'équipe académique d'Unicorns of Love en quarts-de-finale 3-1. Dans des European Masters complètement dominé par les équipes françaises, la Karmine Corp affronte Vitality.Bee en demi-finale. Comme l'année dernière en Coupe de France, les abeilles remportent les deux premières manches et pousse la KC dans ses retranchements. Et comme l'année dernière, la Karmine Corp renverse la situation et s'impose 3-2. En finale se dresse une autre équipe française : LDLC OL, champions de France et invaincus dans la compétition jusqu'à présent. Après avoir concédé la première manche, la Karmine finit par gagner sur la faille ainsi que sur le plan psychologique, poussant LDLC à commettre des grosses erreurs en draft et en jeu, qui mènera à une défaite 3-1 de LDLC OL et au succès de la Karmine Corp pour ses 3èmes European Masters de suite.
Le début du segment d'été se passe parfaitement pour la Karmine Corp, vainqueur à cinq reprises sur six rencontres. Un contexte idéal pour le KCX2. La Karmine joue son match de saison régulière contre Misfits Premier devant plus de 12 000 spectateurs à l'Accor Arena. La fête est entachée d'une défaite et de la fin de sa série de victoires. La Karmine Corp alternera ensuite victoires et défaites sans pour autant parvenir à retrouver son niveau éclatant de la fin du printemps. L'équipe doit attendre la dernière semaine pour se qualifier pour les play-offs de justesse. Ayant terminé 6e de saison régulière, la Karmine n'est pas encore qualifiée pour les Amazon European Masters et devra commencer dans l'arbre des perdants, où la moindre défaite sera éliminatoire. Ils sont alors opposés aux Boulonnais de GameWard.
Malgré sa saison régulière en deçà des attentes, la KC reste favorite pour les observateurs, s'appuyant sur son expérience dans les rencontres en 3 manches gagnantes et ses individualités supérieures sur le papier. Cependant GameWard domine son adverse sur beaucoup de plans et si la Karmine résiste bien en égalisant à 1-1, l'équipe finit par rompre et s'incline 3-1. Cette défaite a pour conséquence d'éliminer la KC des play-offs de LFL et surtout les empêche de se qualifier aux European Masters, une première depuis l'arrivée de la KC en LFL qui ne pourra pas défendre son titre, signant la fin d'une série historique.

#### 2023: Une saison en dents de scie
Le 9 janvier, la Karmine Corp annonce sa nouvelle équipe pour 2023. Le français Duncan « Skeanz » Marquet évoluant au poste de jungler, le turc Hasan « Kaori » Sentürk évoluant au poste d'ADC et le roumain Alexandru « whiteinn » Kolozsvari évoluant au poste de support rejoignent les français Lucas « Cabochard » Simon-Meslet et Lucas « Saken » Fayard . Stefan « Nerroh » Pereira rejoint Clément « Nalkya » Guillemard et Rehareha « Reha » Ramanana comme entraîneur de l'équipe.
En parallèle, Arthur Perticoz rejoint Kameto et Prime en tant que directeur de la structure.
Cette restructuration ne permet pas à l'équipe de performer durant le Winter Split qui finit avec un bilan de 7 victoires pour 11 défaites, ce qui la classe en avant-dernière position de la LFL, synonyme de non-participation aux play-off. En mai 2023, des changements sont effectués en prévision du Summer Split. Raphaël « Targamas » Crabbé et Jakub « Cinkrof » Rokicki tous deux anciens joueurs de l'équipe réintègrent la structure au poste de support et jungler remplaçant respectivement whiteninn et Skeanz. L'ADC Caliste « Caliste » Henry-Hennebert, jeune rookie de 16 ans lors de son recrutement, remplace Kaori. Le coach Reha devient l'entraîneur principale et il est rejoint par Wadi au poste d'analyste.
Cette restructuration porte ses fruits et permet à l'équipe de prendre la 1re place du classement lors du Summer Split 2023 et de valider leur place en play-offs. La semaine d'après, l'équipe bat BK ROG à l'issue d'un match en 3-1 et se qualifie pour les EMEA Master. Durant ce Summer Split, Caliste bat le record d'éliminations sur une saison régulière et Targamas bat le record d'assistances. Ce record leur vaut d'être appelés par certains « meilleure botlane de l'histoire de la LFL ».
Le 11 août 2023, la Karmine remporte son deuxième titre de champion de France après un match en 3-0 contre BK ROG.
Le 1er septembre 2023, la Karmine s'impose 3-2 contre la structure française Team GO lors des demi-finales du Summer Split 2023 des EMEA Masters, se qualifiant alors en finale contre l'équipe espagnole Movistar Riders.
Et c'est alors le 8 septembre que l'équipe Movistar Riders s'incline devant la Karmine Corp, leur laissant la victoire, le match se terminant en  3-2, la Karmine Corp remportant alors le championnat d'Europe 2023. Cette victoire est d'autant plus historique puisque le « midlaner » français Lucas « Saken » Fayard  remporte ses 4èmes EMEA Master (en autant de participation) dans une Sud de France Arena survoltée.
Le 18 octobre 2023, la Karmine Corp annonce son entrée à la LEC, et le jeune Caliste prolonge son contrat jusqu'en 2026.

#### 2024: Première année en LEC
Pour sa première année, la Karmine veut voir les choses en grand et annonce un roster prometteur pour le Winter split : Saken, Cabochard et Targamas sont promu au roster LEC, puis à la botlane, ne pouvant pas ajouter Caliste à son roster car il n'a que 17 ans (la LEC a monté sa limite d'âge à 18 ans en 2024), elle fait appel à Elias « Upset » Lipp pour un contrat d'un an ; et enfin à la jungle, elle recrute Zhou « Bo » Yangbo, un joueur venu de la chine. En coach, elle prend Jakob « YamatoCannon » Mebdi, réputé en LEC pour ses parcours avec Fnatic et Vitality, puis promut Reha en tant que coach assistant. Malheureusement, l'équipe finit dernière du groupe avec 2 victoires sur 9 matchs, ce qui ne permet pas de se qualifier pour les playoffs,. Pour le Spring Split, la structure décide d'agir rapidement et remercie son coach pour replacer Reha en tant que "head coach" de l'équipe mais elle arrive une nouvelle fois à la dernière place avec le même bilan malgré ce changement. 
Au Summer Split, le responsable de la structure, Kameto, a indiqué qu'il y aura du changement au sein des joueurs. Le premier changement annoncé est pour le post de jungler, Bo est mis sur le banc et Can « Closer » Çelik est appelé à rejoindre les rangs de la KC,. Le toplaner change aussi : Kim « Canna » Chang-Dong, un joueur coréen, est recruté pour remplacer Cabochard, ce recrutement est vu comme un coup de maître car celui-ci a un passif dans la légendaire structure T1. Enfin, Vladimiros « Vladi » Kourtidis sera promu de l'équipe académique de LFL et prendra la place de Saken au poste de midlaner, Upset et Targamas, eux, reste dans l'équipe.
La Karmine réalise enfin un bon split en décrochant une place en playoffs du Summer split grâce à ces changements en finissant à 4 victoires pour 5 défaites. Elle tombe au premier tour contre G2 Esports, le 3e de la ligue, et perd 2 matchs à 0. Les playoffs LEC étant en double élimination, la Karmine n'est pas tout de suite éliminée : Elle tombe en "Loser Bracket" ce qui leur offre une deuxième chance d'aller au bout. La Karmine Corp affronte MAD Lions KOI au premier tour et les bat 2 à 0 en 1h cumulés, mais tombe au second tour contre SK Gaming qui est premier du classement LEC sur ce split. Contre toute attente, l'équipe réussi à battre les n°1 de la saison régulière 2 matchs à 1 et passe en demi-finale du Loser bracket. Ils s'arrêteront malheureusement ici en perdant contre BDS 3 matchs à 2 (à partir des 2 derniers matchs, les affrontements passe en 3 matchs gagnants). Même si l'année en tout est un échec, ce dernier split reste très encourageant.

#### 2025: Nouvelle ère
Pour le premier split de sa 2e année en LEC, la Karmine fera peu de changement : Caliste, ayant enfin l'âge nécéssaire, pourra remplacer Upset à la botlane à la fin de son contrat ; et puis Closer, parti chez GiantX, sera remplacé par un joueur libéré par G2 Esports : Martin « Yike » Sundelin à la jungle ; en plus de ça, la structure réussira à faire prolonger son joueur coréen Canna pour une année de plus, chose inespérée pour les fans.
Ce roster répondra enfin aux attentes en finissant 3e du split avec 6 victoires sur 9 matchs, les qualifiant aux playoffs. Ils battront simultanément 2 matchs à 0 Vitality puis KOI, mais ils chuteront ensuite contre G2 Esports en final de "l'upper bracket" où ils épuiseront une défaite frustrante 1 match à 3 et qui les feront tomber en final du "lower bracket". Dans ce match contre Fnatic, ils réussiront à gagner les 2 premiers matchs mais perdront les 2 prochaines, devant subir un match ultime en "game 5" ; malgré la pression, la KC réussi à remporter le dernier match pour finir en 3 - 2 contre Fnatic, retrouvant G2 en grande finale. Malgré la défaite de la dernière semaine, l'équipe réussira l'exploit de vaincre G2 Esports 3 à 0 en finale du Winter Split, apportant le premier titre LEC de son histoire à la Karmine Corp.
Cette victoire leur sera plus que bénéfique car la KC pourra participer à la nouvelle compétition internationale sur LoL : Le First Stand Tournament, un court mais important tournoi de début de saison opposant les champions des 5 régions majeurs : la Karmine Corp, Team Liquid, CTBC Flying Oysters (CFO), Top Esports et Hanwha Life Esports. La KC décrochera même l'emploi du temps le plus abordable des 5 équipes mais elle peinera à s'adapter au format et perdront 1 à 2 contre Team Liquid et 0 à 2 contre CFO, censé être les équipes les plus abordables sur le papier. Condamné à battre les équipes des 2 meilleurs régions du monde pour continuer l'aventure, ils créeront l'exploit en vainquant Top Esports, l'équipe chinoise, 2 à 0 et réussiront à tenir tête à l'équipe coréenne Hanwha Life Esports 1 match à 2 dans une défaite, les seuls à leur prendre une game à ce stade du tournoi. Malgré un bilan de 1 victoire sur 4 matchs, la Karmine réussira à se hisser en demi-finale du First Stand contre CFO et prendra sa revanche 3 matchs à 2 ; mais perdront en finale 1 match à 3 pour leur revanche contre Hanwaha Life Esports.

### Teamfight Tactics

#### Premier champion du monde de l'histoire
Le 22 août 2020, la Karmine Corp annonce la création de son roster Teamfight Tactics et la participation à la Teamfight Tactics Galaxies Championship que leur joueur Emre « Double61 » Demirtas remportera, devenant le tout premier champion du monde sur ce jeu. Début 2021, l'équipe engage un second joueur : Muhammed « CanbizZ » Canbaz, le partenaire de jeu principal de Double61. À noter que les deux joueurs ont la particularité de venir tous les deux du département de l'Orne et sont cousins.
Double, à deux doigts de réaliser à nouveau cet exploit, deviendra vice-champion du monde en 2024.

### Trackmania
Le 17 juillet 2020, la Karmine Corp annonce sa participation a la Trackmania Cup ainsi que son introduction sur la scène e-sport de TrackMania avec le pilote français Romain « DarkeR » Dassonneville. Un mois plus tard, le 22 août 2020, l'arrivée de Brendan « Bren » Seve est annoncée comme pilote titulaire pour la Trackmania Grand League, la compétition la plus prestigieuse sur le jeu. DarkeR lui continuera de participer à d'autres compétitions en plus d'étudier les circuits du jeu (le hunting) en contre-la-montre.
Les débuts de Bren en TMGL sous les couleurs de la KC ont lieu début 2021, pour l'édition d'hiver. Bren réussit à se qualifier directement pour la finale en se plaçant 7ème sur 16 des séries préliminaires, mais ne parvient pas à marquer de point à la première étape de la finale et fait partie des 3 premiers coureurs éliminés. Fin 2021, se déroule la seconde et dernière TMGL de l'année. Régulier, mais manquant le coche lors des journées où les points sont multipliés, Bren rate de peu la qualification directe pour la finale d'automne 2021. Il est obligé de passer par les repêchages. Il arrive jusqu'en finale des repêchages mais se fera battre d'une courte tête par le Français Alexandre « Binks » Touche, qui l'élimine.
En 2023, la Karmine Corp remporte la coupe du monde Trackmania en duo,.

### Rocket League

#### Envol et premier trophée
Le 26 juillet 2021, lors de la Karmine Corp Xperience (ou KCX), le premier évènement physique avec spectateurs organisé par la structure au Palais des Congrès de Paris, la Karmine Corp annonce officiellement la création de la quatrième équipe de la structure sur le jeu Rocket League. C'est ainsi que devant le public venu initialement assister au classico face à Solary qu'ont été présentés de façon surprise les 3 joueurs de cette équipe qui viennent diversifier l'offre e-sport de la structure de Prime et Kameto.
C'est le Belge Maëllo « AztraL » Ernst, l'Espagnol Marc « Stake » Bosch et le Marocain Amine « itachi » Benayashi qui représenteront la Karmine Corp lors du tournoi de pré-saison WePlay e-sport Invitational ainsi qu'aux Rocket League Championship Series 2021-2022, le circuit de tournois officiel de Rocket League.
La Karmine Corp obtiendra son premier trophée sur Rocket League dès son premier tournoi au WePlay e-sport Invitational après leur victoire face à Team BDS. L'équipe ne partait pas favorite face aux BDS compte tenu de l'expérience de ces derniers et de leur défaite plus tôt contre eux en finale de l'arbre des gagnants sur le score de 4-1. L'organisation du tournoi avait annoncé que la finale se jouerait dans un format particulier : deux manches gagnantes de matchs en quatre parties gagnantes, sans avantage pour le vainqueur de l'arbre des gagnants. La Karmine Corp a su pleinement tirer parti de ce format en accrochant l'équipe suisse et en battant Team BDS dans les deux dernières manches après avoir perdu la première. Les différents membres de l'équipe se partagent une dotation de 15 000 dollars.

#### Débuts en RLCS
La Karmine s'engage en Rocket League Championship Series (RLCS), le circuit officiel du jeu. Le circuit est divisé en 3 segments (automne, hiver et printemps) où les meilleures équipes à l'issue de ces segments se qualifient pour des étapes mondiales intermédiaires. Les segments sont eux-mêmes entrecoupés de 3 tournois qui servent à distribuer des points. Après des bons débuts lors de la première étape, où la Karmine Corp termine demi-finaliste, le Mur Bleu rentre dans le rang. Ils ne parviennent plus à se hisser dans le dernier carré et finissent souvent au milieu du peloton. S'ils se sont qualifiés à toutes les étapes, ils ne parviennent pas à marquer assez de points pour participer aux épreuves mondiales d'automne et d'hiver.
En avril 2022, la Karmine Corp recrute un nouveau joueur, l'anglais Joseph « noly » Kidd, pour remplacer Stake, ainsi que Wagner « Eversax » Benjamin, qui passe de remplaçant à coach principal et assisté par le coach Arleyobi,.

#### Premiers gros succès en RLCS
En Septembre 2022, la KCorp annonce un nouveau roster pour la saison à venir. Aztral et Noly quittent la structure et ce sont les deux français Vatira et Exotiik qui les remplacent. Le premier est considéré comme l'un des meilleurs joueurs du monde tandis que le deuxième est une étoile montante du milieu.
En Octobre 2022, durant le split (segment) d'Automne, cette nouvelle équipe gagne déjà un titre Regional Europe, une première pour la KCorp. Début 2023, l'équipe remporte deux autres titres Regional Europe.
Le 9 avril 2023 marque le point culminant de l'histoire de la KCorp en RLCS : en s'imposant 4-2 contre Faze en finale, la structure remporte un titre majeur (Major d'Hiver 2023), titre international le plus important après les championnats du monde. Vatira sera désigné meilleur joueur offensif du Major ainsi que meilleur joueur au global.

#### Championnat du monde 2022-2023 et conclusion de la saison
Après un troisième segment solide, en ayant fait quatrième, deuxième, puis quatrième lors des régionaux européens, en ayant gagné le match d'exhibition des Jeux Olympiques d'esport contre Gen.G, ainsi qu'une troisième place lors du Spring Split, la Karmine Corp va aux Worlds en tant que meilleure équipe européenne en occupant le seed 1 (première place qualificative européenne du tournoi). L'équipe finira demi-finaliste en tombant contre les futurs vainqueurs, la Team Vitality. Vatira finira meilleur joueur européen de la saison et meilleur joueur défensif lors des mondiaux.
À l'issue de la saison et après un show match perdu contre G2 lors du KCX3, l'équipe annonce la séparation de l'équipe. Cette séparation est officialisée le 25 octobre avec les départs de Eversax, Itachi et Exotiik. Vatira reste membre du club.

#### Saison 2024
Le 27 octobre 2023, Victor « Ferra » Francal, coach ayant gagné les mondiaux 2022-2023 avec Vitality, devient le nouveau coach de la Karmine. Le club gagne les Flip & Spin lors de la Paris Games Week 2023 en étant rejoint par les joueurs Rise et Noly en joueurs pour ce tournois car l'équipe n'a que Vatira comme joueur officiel. Le 2 décembre 2023, le joueur Rise est officialisé en compagnie du joueur belge Atow pour compléter l'équipe.
La Karmine a remporté ensuite les 3 Open Qualifier d'Europe consécutivement le 11 et 25 février ainsi que le 10 mars 2024. Ces 3 victoires consécutives permettent à l'équipe KCorp d'être facilement qualifiée au tournoi majeur de Copenhague et d'avoir le Seed 1 du Major 1 à Copenhague, mais s'inclineront en demi-finale face à Gentle Mates.
L'équipe fera ensuite une deuxième partie de saison difficile en échouant à se qualifier au 2e Major de la saison, mais en ayant néanmoins accumuler assez de points pour participer aux Worlds. Ils réussiront malgré tout à reprendre leurs esprits et à se hisser dans le Top 5 de ce tournoi, il réussiront à battre Team Falcons 4 à 1, mais échoueront encore en demi-finale contre G2 Stride en échouant leur reverse-sweep au game 7 (perdant 3 à 4).
Durant l'inter-saison, Rise sera remplacé après son départ par Dralii, joueur marocain fraichement titré champion du monde avec Team BDS (battant G2 en finale 4 à 2) après son retrait temporaire de la compétition.

### Valorant

#### Débuts et galères en VCT (2022-2023)
Le 5 mai 2022, la Karmine Corp se lance sur le jeu de tir à la première personne (FPS) de Riot Games Valorant avec les joueurs français Alexis « Newzera » Humbert, Michael « mikee » Lim, Jonathan « TakaS » Paupard et Ryad « sh1n » Ensaad et l'Algérien Amine « Amilwa » Saidi. Ils sont coachés par deux anciens membres de l'équipe Vitality, Arthur « pm » Guillermet et Ahmed « ZE1SH » El Sheikh,. L'équipe est directement invitée en Valorant Regional League France: Révolution, aux côtés d'autres grosses écuries comme Team Vitality, Team BDS, OG ou encore MAD Lions. Pas spécialement attendus, la Karmine Corp réalise une bonne saison en finissant demi-finaliste, battus par Team Vitality sur le score de 3-2.
L'équipe est retenue parmi les dix équipes partenaires de la région EMEA du nouvel écosystème semi-fermé de Riot, le VCT EMEA. La Karmine décide alors de renouveler son effectif, mettant sur le banc TakaS, mikee et Amilwa. L'équipe garde son identité de roster francophone en signant le Français Alexandre "xms" Forté de chez MAD Lions, mais surtout les frères belgo-marocains Adil "ScreaM" Benrlitom et Nabil "Nivera" Benrlitom. Tous deux arrivent en provenance de Team Liquid et ont disputé les championnats du monde en 2021 et 2022, en plus de leurs années d'expérience sur Counter-Strike: Global Offensive. ScreaM est notamment connu pour ses one-taps, sa capacité à éliminer un adversaire en une seule balle dans la tête qui a fait sa légende sur les deux jeux. ScreaM est venu chez la Karmine pour jouer et communiquer en français, mais surtout pour assumer les responsabilités d'in-game leader (ou IGL).
La saison de la Karmine commence à São Paulo, au LOCK//IN, une compétition réunissant les 30 équipes partenaires et 2 équipes chinoises. La KC affronte au premier tour FunPlus Phoenix, récent champion de Chine. Dans une rencontre brouillonne des deux côtés, la KC parvient à s'en sortir sur le score de 2-1. Ils affrontent ensuite les champions du monde en titre, les Brésiliens de LOUD. L'équipe francophone hausse son niveau de jeu, mais s'incline 2-0.
Cependant la saison régulière vire au cauchemar. Les résultats de l'équipe chutent et le niveau de jeu proposé est considéré comme l'un des plus bas parmi toutes les équipes partenaires, suscitant la moquerie. Le fait que ScreaM soit l'IGL de l'équipe est ainsi pointé du doigt. En milieu de saison, Newzera demande à être mis sur le banc, mais la KC ne peut pas effectuer de recrutement à cause des restrictions de Riot sur le mercato. C'est donc le coach assistant ZE1SH qui le remplace et prend les responsabilités d'IGL. Le niveau de jeu remonte un peu, mais ne peut empêcher la dernière place de la Karmine. Au tournoi de la dernière chance pour une qualification aux Champions 2023, la KC arrive à battre BBL Esports, mais s'incline ensuite contre Giants et Natus Vincere, signant la fin de leur saison.
Après une décevante première saison VCT, et comme annoncé par certains joueurs lors du KCX3, le 10 novembre 2023, la Karmine Corp annonce un changement d'équipe pour la saison 2023-2024 de VCT.

#### Arrivée de ENGH et progression (2024-)
La Karmine Corp pose la première pierre de son nouveau projet en attirant Andrey "ENGH" Shokholov dans ses filets : un coach légendaire qui a dirigé l'équipe de Gambit Esports, vainqueur d'un Masters et vice-champions du monde en 2021. Il recrute ainsi 4 jeunes joueurs venues des divisions inférieures : Tomás "tomaszy" Machado, Martin "Marteen" Pátek, Martin "Magnum" Peňkov et Marshall "N4RRATE" Massey. L'effectif est complété avec les maintiens de sh1n et ZE1SH. En pré-saison, la Karmine Corp participe au HereticsXP le 15 décembre 2023 avec son nouveau roster face à la nouvelle équipe d'Heretics et gagne son showmatch 13-7.
La nouvelle saison VCT démarre en février 2024 avec un nouveau tournoi appelé Kick-off, où les 11 équipes de la league se battent pour obtenir l'une des 2 places qualificatives pour les Masters Madrid. La Karmine va gagner ce tournoi à la surprise générale après 6 victoires (plus que tout autre équipe dans la compétition) et se qualifie pour les Masters en compagnie de Team Heretics.
Dans ces Masters, la Karmine Corp débute par une victoire 2-0 contre FunPlus Phoenix, mais s'inclinera par la suite face aux américains de Sentinels 0-2 puis face à Paper Rex 1-2. Résultats qui ne permettront pas à l'équipe d'accéder aux play-offs.
Pour la première phase de saison régulière, l'équipe apparaît plus fébrile qu'avant et ne brille pas autant que lors du kick-off. Malgré son irrégularité, ses concurrents pour la qualifications se montreront tout aussi irréguliers et permettent à la Karmine d'accrocher la première place. Une seule victoire en play-offs suffit alors pour décrocher la qualification aux Masters Shanghai. Cependant, l'équipe perdra deux fois de suite et sera éliminé de la course à la qualification. La seconde phase de saison régulière ne se passe pas bien, avec une seule victoire en 4 matchs, suffisant toutefois pour se qualifier en play-offs. Mais la Karmine est éliminé des play-offs d'entrée par Fnatic 2-1, et doit compter sur une contre-performance de Vitality pour espérer aller aux Champions à Séoul. Cependant, les abeilles finiront vice-champions d'Europe ce qui signe la fin de saison du Blue Wall, qui pourront regretter leur stagnation lors de la saison.
Le 8 novembre 2024, un documentaire résumant leur année 2024 en VCT est diffusé sur Youtube. Son titre, "Nos propres démons", fait référence aux difficultés rencontrées pendant toute la fin de la saison.

### Valorant VCT GC

#### Débuts et galères en VCT (2023-2024)
La Karmine Corp a annoncé le 9 février 2023 une équipe 100% féminine qui participera à l’édition 2023 des Game changers EMEA. L’équipe est composée de Asma « LiriLia » Boughida, Léa « matriix » Ransquin, Mélina « Mel » Houssein, Mathilde « Nelo » Beltoise et Nouhara « Ninou » Marcos Oraha. Elles sont coachées par Mathieu « LaAw » Plantin et Emma « Emash » Beziaud Le Pochat. L’équipe est aussi 100% francophone. Après des débuts prometteurs marqués par des play-offs au premier split, l'équipe stagne au second split et finit par être reléguée lors du troisième et dernier split de la saison. La Karmine devra repasser par des qualifications pour pouvoir jouer en VCT GC EMEA en 2024.
En 2024, la Karmine Corp se sépare de la majorité de ses joueuses et rompt avec son ADN francophone pour signer trois joueuses internationales : Ece Selin "Kuripuuya" Balıkdere, Weronika "Speedowka" Dabrowska et surtout Anastasiya "Glance" Anisimova, ancienne championne du monde avec les G2 Gozen. L'équipe parvient à se qualifier mais la mayonnaise ne prend pas et est de nouveau reléguée à l'issue du premier split de la saison 2024. Après s'être de nouveau qualifié en remportant les VCT Game Changers EMEA Contenders, Speedowka quitte le club et est remplacée par Vivian "roxi" Schilling, ancienne coéquipière de Glance chez G2. La KC atteint enfin les play-offs au split 2, mais s'arrête au top 5-6. Au split 3, le dernier de la saison, la Karmine Corp déçoit encore avec une nouvelle élimination précoce en 7-8ème position, signant la fin de leur saison.

#### Arrivée de SmartSeven et progression (2025-)
Début 2025, la Karmine Corp se sépare de son entraîneur Mathieu « LaAw » Plantin, remplacé par Dzmitry « SmartSeven » Smartselau. L'équipe libère également quatre de ses joueuses, décidant de se reconstruire autour d’Anastasiya « Glance » Anisimova. Quatre nouvelles recrues rejoignent la section féminine : Şura « Jiex » Yıldırım, Safia « safiaa » Leghzal, Anastasia « anesilia » Ivanova et Azra « Alkyia » Erin.
Le nouveau roster connaît un succès immédiat. Lors du premier split des VCT Game Changers EMEA, l'équipe remporte huit de ses neuf matchs en saison régulière, se qualifiant directement pour les playoffs via l’upper bracket où la Karmine Corp s’impose 2-0 contre SK Nebula, puis à nouveau 2-0 contre G2 Gozen. En grande finale, Karmine Corp GC l’emporte 3-2 face à GIANTX GC, décrochant ainsi son premier titre de championne d’Europe.

### Super Smash Bros. Ultimate
Le samedi 21 janvier 2023, la Karmine Corp annonce se lancer sur un nouveau jeu : Super Smash Bros. Ultimate. L'annonce, en direct sur la chaîne de Kameto, est accompagné de la découverte du premier joueur qui rejoindra les rangs du Blue Wall , Pedro « Kurama » Alonso Jr.
Alors que l'annonce a eu lieu lors du tournoi Genesis 9, la première performance de Kurama sous les couleurs de la Karmine ne se passera pas comme prévu puisqu'il finira 17e alors qu'il était seed 8. Le jeune américain de 17 ans continuera bien sa saison avec la Karmine puisqu'il finira à la 4e place du Summit 6.
En décembre 2023, Kameto annonce que la Karmine se retire de la scène Super Smash Bros. Ultimate, car le jeu n'étant pas supporté au niveau esportif par son éditeur Nintendo, l'avenir était trop instable sur le long terme. Ceci marque donc la fin de la collaboration entre Kurama et la KC.

### Fortnite
Le 11 avril 2024, Kameto annonce en live sur Twitch que la structure sera présente sur le jeu Fortnite via le nouveau circruit compétitif proposé par l'Electronic Sports League. La Karmine n'est pas seulement joueuse de cette compétition mais elle a un rôle de partenaire au côté des structures Dignitas (en), Team Heretics, LOUD et ZETA DIVISION.

## Évènements physiques
| Date                | Pays    | Lieu                             | Évènement                         | Affluence        |
| ------------------- | ------- | -------------------------------- | --------------------------------- | ---------------- |
| 26 juillet 2021     | France  | Palais des congrès de Paris      | Karmine Corp Xperience            | 3 500 personnes  |
| 15 décembre 2021    | Espagne | Palau Sant Jordi                 | Showmatch Aller KCORP VS KOI      | 12 000 personnes |
| 8 janvier 2022      | France  | Carrousel du Louvre              | Showmatch Retour KCORP VS KOI     | 2 000 personnes  |
| 2 et 3 février 2022 | France  | Palais des congrès de Nice       | LFL DAY'S                         | 2 500 personnes  |
| 21 juin 2022        | France  | Palais omnisports de Paris-Bercy | Karmine Corp Xperience 2          | 12 000 personnes |
| 16 février 2023     | France  | La Seine musicale                | LFL DAY'S                         | 3 500 personnes  |
| 5 et 6 juillet 2023 | France  | Palais Nikaïa                    | LFL DAY'S                         | 9 000 personnes  |
| 8 septembre 2023    | France  | Sud de France Arena              | Finale European Masters           | 7 000 personnes  |
| 16 septembre 2023   | France  | Paris la Défense Aréna           | Karmine Corp Xperience 3          | 28 000 personnes |
| 7 et 8 février 2024 | France  | Palais Nikaïa                    | LFL DAY'S                         | 9 000 personnes  |
| 21 septembre 2024   | France  | Les Arènes Grand Paris Sud       | Coupe de France League Of Legends | 2800 personnes   |
| 9 novembre 2024     | France  | Paris la Défense Aréna           | Karmine Corp Xperience 4          | 30 000 personnes |
| 9 décembre 2024     | Espagne | Palacio de Vistalegre            | Showmatch KCORP VS KOI            | 1500 personnes   |

## Structure et dirigeants

### Organigramme
| Fonction                                      | Pays                 | Nom                     |
| --------------------------------------------- | -------------------- | ----------------------- |
| Cofondateur / Président                       | Drapeau de la France | Kamel « Kameto » Kebir  |
| Conseiller spécial du président               | Drapeau de la France | Arthur Perticoz         |
| Cofondateur / Directeur général               | Drapeau de la France | Amine « Prime » Mekri   |
| Directeur général délégué                     |                      | Zouhaïr « Kotei » Darji |
| Directeur administratif et financier          | Drapeau de la France | Romain Moras            |
| Chief revenue officer                         | Drapeau de la France | Olivier Pinault         |
| Head of eSports                               | Drapeau de la France | Clément Laparra         |
| Head of Marketing, Branding & Diversification | Drapeau de la France | Emma Beziaud Le Pochat  |
| Head of Content                               | Drapeau de la France | Erwin Hamayada          |
| Directeur de la création                      | Drapeau de la France | Dhav « Dhav » Oza       |
| Directeur artistique                          | Drapeau de la France | Rubén Riquelme          |
| Merch Collection Lead                         | Drapeau de la France | Nassim Nouna            |
| E-Commerce Specialist                         | Drapeau de la France | Antoine Dacheux         |
| Communication Lead                            |                      | Amaury « Maul » Clerckx |
| Event Project Manager                         | Drapeau de la France | Margot Le Roux          |

### Partenariats
En septembre 2021, la Karmine Corp signe un contrat de partenariat d'un an estimé à plusieurs centaines de milliers d'euros avec Direct Assurance.
En janvier 2022, la Karmine Corp annonce un partenariat avec Orange pour une durée de deux ans estimé à plusieurs centaines de milliers d'euros, dévoilant son nouveau maillot.
En mai 2022, la Karmine Corp annonce un partenariat avec Ekwateur en tant que fournisseur officiel du club. Début 2023, ce partenariat est prolongé jusqu’à la fin de l’année civile. Ekwateur aura notamment sponsorisé l'annonce de l’équipe féminine de Valorant.
En janvier 2024, la Karmine Corp annonce l'arrivée d'un nouveau partenaire officiel pour une durée de 3 ans : le CIC.

## Divisions

### League of Legends
| Nat.                       | Pseudo   | Nom                     | Rôle                | Date d'entrée    |
| -------------------------- | -------- | ----------------------- | ------------------- | ---------------- |
| Drapeau de la Corée du Sud | Canna    | Kim Chang-Dong          | Toplaner            | 2 mai 2024       |
| Drapeau de la Suède        | Yike     | Martin Sundelin         | Jungler             | 14 décembre 2024 |
| Drapeau de la Grèce        | Vladi    | Vladimiros Kourtidis    | Midlaner            | 3 janvier 2024   |
| Drapeau de la France       | Caliste  | Caliste Henry-Hennebert | ADC                 | 23 mai 2023      |
| Drapeau de la Belgique     | Targamas | Raphaël Crabbé          | Support             | 23 mai 2023      |
| Drapeau de la Belgique     | Nisqy    | Yasin Dinçer            | Midlaner Substitute | 25 juillet 2025  |

| Drapeau de la France   | Reha   | Rehareha Ramanana | Head Coach        | 23 décembre 2020 |
| Drapeau de la Slovénie | Apples | Žiga Jereb        | Assistant Coach   | 3 janvier 2024   |
| Drapeau de la France   | Wadi   | Wadi Benarbia     | Assistant Coach   | 23 mai 2023      |
| Drapeau de la France   | Clem   | Clément Thillier  | Performance Coach | 3 janvier 2024   |

| Nat.                       | Pseudo  | Nom               | Rôle     | Date d'entrée  |
| -------------------------- | ------- | ----------------- | -------- | -------------- |
| Drapeau de l'Ukraine       | Maynter | Volodymyr Sorokin | Toplaner | 3 janvier 2024 |
| Drapeau des États-Unis     | Yukino  | Johnny Dang       | Jungler  | 10 mars 2025   |
| Drapeau de la Suède        | SlowQ   | Seo Ye-bit        | Midlaner | 9 janvier 2025 |
| Drapeau de la France       | 3XA     | Thomas Foucou     | ADC      | 9 janvier 2025 |
| Drapeau de la Corée du Sud | Piero   | Kim Jeong-hoon    | Support  | 9 janvier 2025 |

| Drapeau de la Grèce  | TheRock7 | Vasilis Voltis  | Head Coach        | 9 janvier 2025 |
| Drapeau de la France | Blidzy   | Ianis Paul      | Assistant Coach   | 14 mai 2024    |
| Drapeau de la France | Souf     | Soufiane Zahidi | Performance Coach | 3 janvier 2024 |

| Nat.                   | Pseudo  | Nom                    | Rôle     | Date d'entrée  |
| ---------------------- | ------- | ---------------------- | -------- | -------------- |
| Drapeau de l'Italie    | Tao     | Alessandro Hong Tao    | Toplaner | 9 janvier 2025 |
| Drapeau du Danemark    | BAASHH  | Oliver Klitfelt        | Jungle   | 9 janvier 2025 |
| Drapeau de la France   | MathisV | Mathis Vannieuwenhuyse | Midlaner | 9 janvier 2025 |
| Drapeau de la Roumanie | Hazel   | Costin Pestrițu        | ADC      | 9 janvier 2025 |
| Drapeau de la France   | Nsurr   | Emilien Gergaud        | Support  | 9 janvier 2025 |

| Drapeau de l'Espagne | CptMario | Mario De La Torre | Head Coach      | 9 janvier 2025 |
| Drapeau de la France | Lingwi   | Raphaël Claudé    | Assistant Coach | 9 janvier 2025 |

### Teamfight Tactics
| \| Nat. \| Pseudo \| Nom \| Rôle \| Date d'entrée \| \| ---- \| -------- \| --------------- \| ------ \| ------------- \| \| \| Double61 \| Emre Demirtas \| Joueur \| 22 août 2020 \| \| \| CanbizZ \| Muhammed Canbaz \| Joueur \| 4 mars 2021 \| |          |                 |        |               |
| Nat. | Pseudo   | Nom             | Rôle   | Date d'entrée |
| Drapeau de la France | Double61 | Emre Demirtas   | Joueur | 22 août 2020  |
| Drapeau de la France | CanbizZ  | Muhammed Canbaz | Joueur | 4 mars 2021   |

### Rocket League
| Nat.                   | Pseudo | Nom           | Rôle   | Date d'entrée   |
| ---------------------- | ------ | ------------- | ------ | --------------- |
| Drapeau de la Belgique | Atow.  | Tristan Soyez | Joueur | 2 décembre 2023 |
| Drapeau de la France   | Vatira | Axel Touret   | Joueur | 2 octobre 2022  |
| Drapeau du Maroc       | Dralii | Samy Hajji    | Joueur | 2 octobre 2024  |

| Drapeau de la France | Ferra | Victor Francal  | Coach             | 2 décembre 2023 |
| Drapeau de la France | Jordi | Jordi Nouvellet | Performance Coach | 19 janvier 2024 |

### Valorant
| Nat.                   | Pseudo   | Nom              | Rôle   | Date d'entrée    |
| ---------------------- | -------- | ---------------- | ------ | ---------------- |
| Drapeau de l'Argentine | Saadhak  | Matias Delipetro | Joueur | 9 Novembre 2024  |
| Drapeau de la Russie   | SUYGETSU | Dmitrii Iliushin | Joueur | 9 Novembre 2024  |
| Drapeau de la Tchéquie | Marteen  | Martin Pátek     | Joueur | 12 Décembre 2023 |
| Drapeau de l'Estonie   | Pyrolll  | Artur Minin      | Joueur | 12 Août 2025     |
| Drapeau de l'Égypte    | Avez     | Hazem Khaled     | Joueur | 9 Novembre 2024  |

| Drapeau de la Russie | Engh   | Andrey Sholokhov | Head Coach        | 12 Décembre 2023 |
| Drapeau de la France | ZE1SH  | Ahmed El Sheikh  | Assistant Coach   | 12 Décembre 2023 |
| Drapeau de la France | Youenn | Youenn Rocaboy   | Performance Coach | 19 Janvier 2024  |
| Drapeau de la Russie | Fistie | Sergey Vasilev   | Assistant Coach   | 18 Février 2024  |

| Nat.                  | Pseudo   | Nom                  | Rôle    | Date d'entrée   |
| --------------------- | -------- | -------------------- | ------- | --------------- |
| Drapeau de la Turquie | Jiex     | Şura Yıldırım        | Joueuse | 9 janvier 2025  |
| Drapeau de la Turquie | Alkyia   | Azra Erin            | Joueuse | 9 janvier 2025  |
| Drapeau de la Russie  | Glance   | Anastasiya Anisimova | Joueuse | 28 janvier 2024 |
| Drapeau de la Russie  | Anesilia | Anastasia Ivanova    | Joueuse | 9 janvier 2025  |
| Drapeau de l'Algérie  | Safiaa   | Safia Leghzal        | Joueuse | 9 janvier 2025  |

| Drapeau de la Biélorussie | SmartSeven | Dzmitry Smartselau | Head Coach | 9 janvier 2025 |

| Nat.                          | Pseudo  | Nom             | Rôle   | Date d'entrée  |
| ----------------------------- | ------- | --------------- | ------ | -------------- |
| Drapeau de l'Espagne          | Ease    | Manuel Lopez    | Joueur | 9 janvier 2025 |
| Drapeau de la Russie          | F4ngeer | Roman Smirnov   | Joueur | 9 janvier 2025 |
| Drapeau de la Grande-Bretagne | Sevire  | Ethan Starke    | Joueur | 9 janvier 2025 |
| Drapeau de la France          | Soren   | David Soth      | Joueur | 9 janvier 2025 |
| Drapeau de la France          | Yohpa   | Baptiste Khoury | Joueur | 9 janvier 2025 |

| Drapeau de la Serbie | Pakko | Pavle Kostic | Head Coach | 9 janvier 2025 |

### Fortnite
| \| Nat. \| Pseudo \| Nom \| Rôle \| Date d'entrée \| \| ---- \| -------- \| ---------------- \| ------ \| ------------- \| \| \| Malibuca \| Danila Yakovenko \| Joueur \| 9 mai 2024 \| |          |                  |        |               |
| Nat. | Pseudo   | Nom              | Rôle   | Date d'entrée |
| Drapeau de la Russie | Malibuca | Danila Yakovenko | Joueur | 9 mai 2024    |

### Street Fighter 6
| \| Nat. \| Pseudo \| Nom \| Rôle \| Date d'entrée \| \| ---- \| ------- \| --------------- \| ------ \| ------------- \| \| \| Kilzyou \| Kilyan Faucheux \| Joueur \| 29 mai 2024 \| |         |                 |        |               |
| Nat. | Pseudo  | Nom             | Rôle   | Date d'entrée |
| Drapeau de la France | Kilzyou | Kilyan Faucheux | Joueur | 29 mai 2024   |

## Résultats sportifs
- Palmarès

| League of Legends (9) | Teamfight Tactics (7) | Rocket League (18) |
| --- | --- | --- |
| - EMEA Masters : - Champion Printanier en 2021 et 2022 - Champion Estival en 2021 et 2023 - LFL : - Champion Printanier en 2021 et 2024 - Champion Estival en 2023 - Champion Hivernal en 2025 - LEC : - Champion Hivernal en 2025 | - World Championship : - Champion Galaxies en 2020 - Rising Legends (EMEA) : - Champion G&G en 2022 - Champion MA! en 2023 - Champion MA! Golden Spatula Cup en 2023 - HexLeague : - Champion en 2022 - Fresh Cup : - Champion en 2022 - TOC : - Vainqueur Summit Invitational en 2024 | - RLCS Major : - Vainqueur Winter Split en 2023 et 2025 - RLCS Europe Regional : - Vainqueur Fall Cup en 2022 - Vainqueur Winter Open en 2023 - Vainqueur Winter Cup en 2023 - Vainqueur Open Qualifier #1 en 2024 - Vainqueur Open Qualifier #2 en 2024 - Vainqueur Open Qualifier #3 en 2024 - Vainqueur Open 1 en 2025 - Vainqueur Open 2 en 2025 - Vainqueur Open 4 en 2025 - Vainqueur Open 6 en 2025 - Olympic Esports Week Showmatch : - Vainqueur en 2023 - WePlay Esports Invitational (EMEA) : - Champion en 2021 - Flip & Spin (EMEA) : - Vainqueur en 2023 et 2024 - EWC : - Vainqueur Community Cup: Europe en 2024 - Vainqueur Esports World Cup en 2025   |
| Trackmania (4) | Super Smash Bros. Ultimate (3) | Valorant (4) |
| - TMWT World Championship : - Vainqueur en 2023 - Maji Mondays : - Vainqueur en 2023 - XPEvo Cup : - Vainqueur en 2023 - InsaLan : - Vainqueur en 2025 | - Get On My Level : - Champion Doubles en 2023 - CIRQUE du CFL : - Champion Doubles en 2023 - Ultimate Fighting Arena : - Champion Doubles en 2023 | - VCT EMEA Kickoff : - Vainqueur en 2024 - VCT Game Changers EMEA Contenders : - Vainqueur en 2024 - VCT Game Changers EMEA : - Vainqueur Stage 1 en 2025 - Vainqueur Stage 2 en 2025 |
| Fortnite (29) | | Street Fighter 6 (13) |
| - DreamHack : - Vainqueur Go:Reloaded Zone Wars (Stockholm) en 2024 - FNCS : - Vainqueur Major 2 en 2024 - Vainqueur Major 3: North America - Qualifier 1 en 2024 - Vainqueur Major 3 - Semi-Finals 2: Europe en 2024 - ESL : - Vainqueur Europe Regional - Week 3 en 2024 - Vainqueur Cash Cup #1 - Europe en 2024 - Up-X : - Vainqueur Duo ZB Cup en 2024 - Vainqueur Trio Cup en 2024 - Performance Evaluation : - Vainqueur C5S2 - Session 10: Europe en 2024 - Vainqueur C5S3 - Session 1: Europe en 2024 - Vainqueur C5S4 - Session 6: Europe en 2024 - Vainqueur C5S4 - Session 9: Europe en 2024 - Vainqueur C6S1 - Session 9: Europe en 2025 - Vainqueur C6S2 - Session 3: Europe en 2025 - Squads Victory Cup : - Vainqueur C5S3 - Session 2: Europe en 2024 - Duos Cash Cup : - Vainqueur C5S3 - Week 4: North America en 2024 - Duos ZB Cash Cup : - Vainqueur C5S3 - Week 3: Brazil en 2024 - Vainqueur C5S3 - Week 3: North America en 2024 - Vainqueur C5S3 - Week 4: North America en 2024 - Vainqueur C5S3 - Week 5: Asia en 2024 - Reload Squads Victory Cup : - Vainqueur C5S4 - Week 1: Europe en 2024 - PC Reload Cash Cup : - Vainqueur C5S4 - Week 3: Europe en 2024 - Trios Cash Cup : - Vainqueur C5S4 - Week 1: Europe en 2024 - Vainqueur C5S4 - Week 4: Europe en 2024 - Trios ZB Cash Cup : - Vainqueur C2RMX - Week 1: Asia en 2024 - Vainqueur C2RMX - Week 2: North America en 2024 - Vainqueur C2RMX - Week 2: Middle East en 2024 - Solo Cash Cup : - Vainqueur C6S1 - Week 1: Europe en 2024 - Vainqueur C6S1 - Week 8: Europe en 2025 | | - Dzert Sandstorm : - Vainqueur en 2024 - CPT World Warrior : - Vainqueur France-Monaco #2 en 2024 - Vainqueur France-Monaco #4 en 2024 - Les Veaux Bordelais : - Vainqueur en 2024 - RETROCORP Tour : - Vainqueur Saison 2 - Étape 1 en 2024 - Vainqueur Saison 2 - Étape Online 3.2 en 2025 - Vainqueur Saison 2 - Étape 5 en 2025 - Saltmine : - Vainqueur Tournament #3 - Season IV en 2025 - Vainqueur Tournament #10 - Season IV en 2025 - Vainqueur Tournament #11 - Season IV en 2025 - Fighters Crossover Osaka : - Vainqueur Tournament #74 en 2025 - Duel Academy : - Vainqueur Tournament EU #5 en 2025 - AEGIS Fighting World : - Vainqueur Étape 3 en 2025 |

### Parcours notables
- League of Legends :
  - Finaliste du First Stand 2025.
  - Finaliste Estival de la LFL en 2021 et 2024.
  - Finaliste des LFL Finals en 2021.
  - 3e/4e place lors de la Coupe de France en 2022.
  - 5e/8e place lors de la Coupe de France en 2023.
- Teamfight Tactics :
  - 3e place lors des Dragonlands en 2022.
  - 3e place du Split 1 en 2022.
- Rocket League :
  - 5e/8e place lors du Rocket League Championship Series 2022.
  - 4e et 5e/8e places lors des RLCS - International LAN Major 2022.
  - 3e/4e place lors du Rocket League Championship Series 2023.
  - 3e place lors des RLCS - International  LAN Major 1 2024.
- Valorant :
  - 3e/4e place au VRL France : Révolution.
  - 4e place lors de la Lyon e-Sport 2022.

### Records et distinctions
- League of Legends :
  - Première structure française à gagner le LEC[141].
  - Première structure de l'histoire de l'Europe à faire le doublé LEC-ERL (KCB jouant en LFL) sur le même split.
  - Structure ayant le plus de participation en finale des EMEA Masters (4).
  - Structure la plus titrée des EMEA Masters (4)[142].
  - Seule structure ayant remporté trois fois de suite les EMEA Masters (Printemps 2021, Été 2021, Printemps 2022)[143].
  - Seule structure à s'être qualifié trois fois de suite pour la finale des EMEA Masters (Printemps 2021, Été 2021, Printemps 2022).
  - Seule structure ayant remporté deux fois de suite les EMEA Masters (Printemps 2021, Été 2021)[144].
  - Seule structure à s'être qualifié deux fois de suite pour la finale des EMEA Masters (Printemps 2021, Été 2021).
- Teamfight Tactics :
  - Remporte le tout premier championnat du monde (Galaxies Championship) du jeu (2020)[145].